# Stramonita
Stramonita là một chi ốc biển săn mồi, là động vật thân mềm chân bụng sống ở biển trong họ Muricidae, họ ốc gai.

## Các loài
Chi Stramonita có các loài sau:
- Stramonita bicarinata (Blainville, 1832)
- Stramonita biserialis (Blainville, 1832)
- Stramonita blainvillei (Deshayes, 1844)
- Stramonita canaliculata (Gray, 1839)
- Stramonita chocolata (Duclos, 1832)
- Stramonita delessertiana (Orbigny, 1841)
- Stramonita floridana (Conrad, 1837)
- Stramonita haemastoma (Linnaeus, 1767)
- Stramonita rustica (Lamarck, 1822)